# Théodore de Bounder de Melsbrœck
Théodore de Bounder de Melsbrœck  (*  1832; † 1909) war ein belgischer Diplomat.

## Leben
Théodore de Bounder de Melsbrœck war 1874 Botschaftsrat in Paris. Von 1878 bis 1882 war er Gesandter in  Kopenhagen, Dänemark. Am 18. November 1882 unterzeichnete er in Washington, D.C. ein Auslieferungsabkommen.
1891 unterzeichnete er als belgischer Gesandter in Madrid das Madrider Abkommen über die internationale Registrierung von Marken.